# Rappoträsket
Rappoträsket är en sjö i Bodens kommun i Norrbotten och ingår i Luleälvens huvudavrinningsområde. Sjön har en area på 0,0788 kvadratkilometer och ligger 204,1 meter över havet.

## Delavrinningsområde
Rappoträsket ingår i det delavrinningsområde (737152-173008) som SMHI kallar för Utloppet av Ängesträsket. Medelhöjden är 200 meter över havet och ytan är 3,24 kvadratkilometer. Det finns inga avrinningsområden uppströms utan avrinningsområdet är högsta punkten. Vattendraget som avvattnar avrinningsområdet har biflödesordning 3, vilket innebär att vattnet flödar genom totalt 3 vattendrag innan det når havet efter 133 kilometer. Avrinningsområdet består mestadels av skog (38 procent) och sankmarker (56 procent). Avrinningsområdet har 0,16 kvadratkilometer vattenytor vilket ger det en sjöprocent på 4,9 procent.